# EHF Champions League 2003-04 (kvinder)
EHF Champions League 2003–04 for kvinder var den 11. EHF Champions League-turnering for kvinder. Turneringen blev arrangeret af European Handball Federation og havde deltagelse af 29 hold. Holdene spillede først to kvalifikationsrunder. De otte vindere af anden kvalifikationsrunde gik sammen med otte direkte kvalificerede hold videre til gruppespillet, der bestod af fire grupper med fire hold, hvorfra de fire vindere og fire toere gik videre til kvartfinalerne.
Turneringen blev for første gang vundet af et dansk hold. Slagelse FH vandt i finalen over to kampe samlet 61-56 over Krim Ljubljana fra Slovenien. Ud over de danske mestre fra Slagelse repræsenterede Ikast-Bording EH ligeledes Danmark i turneringen, og det midtjyske hold nåede gruppespillet, hvor det endte på tredjepladsen i gruppe B.

## Resultater

### Første kvalifikationsrunde
| Dato    | Dato    | Hjemmehold i 1. kamp | Hjemmehold i 2. kamp   | Resultat | Resultat | Resultat |
| 1. kamp | 2. kamp | Hjemmehold i 1. kamp | Hjemmehold i 2. kamp   | 1. kamp  | 2. kamp  | Samlet   |
| ------- | ------- | -------------------- | ---------------------- | -------- | -------- | -------- |
| 13.9.   | 21.9.   | Iuventa Michalovce   | CS Rapid CFR Bucuresti | 30-30    | 23-33    | 53–63    |
| 13.9.   | 20.9.   | GAS Anagennisi Artas | Zeeman Vastgoed SEW    | 25-20    | 23-24    | 48–44    |
| 13.9.   | 14.9.   | MKS Montex Lublin    | BNTU Minsk Region      | 29-25    | 27-22    | 56–47    |
| 13.9.   | 20.9.   | Madeira Andebol SAD  | DJK / MJC Trier        | 25-29    | 25-27    | 50–56    |
| 13.9.   | 14.9.   | LC Brühl             | Podravka Vegeta        | 18-42    | 22-33    | 40–75    |

### Anden kvalifikationsrunde
| Dato    | Dato    | Hjemmehold i 1. kamp       | Hjemmehold i 2. kamp   | Resultat | Resultat | Resultat |
| 1. kamp | 2. kamp | Hjemmehold i 1. kamp       | Hjemmehold i 2. kamp   | 1. kamp  | 2. kamp  | Samlet   |
| ------- | ------- | -------------------------- | ---------------------- | -------- | -------- | -------- |
| 12.10.  | 18.10.  | FTC Budapest               | GAS Anagennisi Artas   | 38-24    | 25-30    | 63–54    |
| 18.10.  | 19.10.  | Eurostandard G. P. Skopje  | MKS Montex Lublin      | 23-25    | 26-25    | 49–50    |
| 12.10.  | 18.10.  | ESBF Besançon              | HC Motor Zaporozhje    | 27-23    | 21-27    | 48–50    |
| 11.10.  | 12.10.  | RK Piran                   | DJK / MJC Trier        | 26-31    | 30-37    | 56–68    |
| 12.10.  | 19.10.  | Dinamo AQUA Volgograd      | RK DIN-Classic         | 21-16    | 20-27    | 41–43    |
| 10.10.  | 18.10.  | Hypo Niederösterreich      | Nordstrand 2000        | 22-22    | 25-21    | 47–43    |
| 12.10.  | 18.10.  | Ikast-Bording EH           | Podravka Vegeta        | 44-32    | 26-21    | 70–53    |
| 11.10.  | 19.10.  | El Osito L'Eliana Valencia | CS Rapid CFR Bucuresti | 32-24    | 22-26    | 54–50    |

### Gruppespil

#### Gruppe A
| Dato  | Kamp                                          | Res.  |
| ----- | --------------------------------------------- | ----- |
| 3.1.  | El Osito L'Eliana Valencia - HC Lada Toljatti | 24-33 |
| 6.1.  | DJK / MJC Trier - Dunaferr SE                 | 24-24 |
| 10.1. | HC Lada Toljatti - DJK / MJC Trier            | 31-24 |
| 11.1. | Dunaferr SE - El Osito L'Eliana Valencia      | 26-23 |
| 17.1. | DJK / MJC Trier - El Osito L'Eliana Valencia  | 28-24 |
| 17.1. | HC Lada Toljatti - Dunaferr SE                | 21-22 |
| 7.2.  | DJK / MJC Trier - HC Lada Toljatti            | 23-32 |
| 7.2.  | El Osito L'Eliana Valencia - Dunaferr SE      | 28-27 |
| 14.2. | HC Lada Toljatti - El Osito L'Eliana Valencia | 29-26 |
| 15.2. | Dunaferr SE - DJK / MJC Trier                 | 30-22 |
| 21.2. | El Osito L'Eliana Valencia - DJK / MJC Trier  | 35-20 |
| 21.2. | Dunaferr SE - HC Lada Toljatti                | 29-28 |

| Hold                       | Kampe | Mål     | Point |
| -------------------------- | ----- | ------- | ----- |
| Dunaferr SE                | 6     | 158-146 | 9     |
| HC Lada Toljatti           | 6     | 174-148 | 8     |
| El Osito L'Eliana Valencia | 6     | 160-163 | 4     |
| DJK / MJC Trier            | 6     | 141-176 | 3     |

#### Gruppe B
| Dato  | Kamp                                     | Res.  |
| ----- | ---------------------------------------- | ----- |
| 4.1.  | HC Motor Zaporozhje - Krim Ljubljana     | 26-33 |
| 4.1.  | Ikast-Bording EH - RK Buducnost MONET    | 30-22 |
| 10.1. | Krim Ljubljana - Ikast-Bording EH        | 24-27 |
| 11.1. | RK Buducnost MONET - HC Motor Zaporozhje | 27-25 |
| 18.1. | HC Motor Zaporozhje - Ikast-Bording EH   | 29-26 |
| 18.1. | RK Buducnost MONET - Krim Ljubljana      | 26-24 |
| 8.2.  | HC Motor Zaporozhje - RK Buducnost MONET | 26-28 |
| 8.2.  | Ikast-Bording EH - Krim Ljubljana        | 24-28 |
| 14.2. | Krim Ljubljana - HC Motor Zaporozhje     | 34-22 |
| 15.2. | RK Buducnost MONET - Ikast-Bording EH    | 31-19 |
| 21.2. | Krim Ljubljana - RK Buducnost MONET      | 35-25 |
| 22.2. | Ikast-Bording EH - HC Motor Zaporozhje   | 36-25 |

| Hold                | Kampe | Mål     | Point |
| ------------------- | ----- | ------- | ----- |
| Krim Ljubljana      | 6     | 178-150 | 8     |
| RK Buducnost MONET  | 6     | 159-159 | 8     |
| Ikast-Bording EH    | 6     | 162-159 | 6     |
| HC Motor Zaporozhje | 6     | 153-184 | 2     |

#### Gruppe C
| Dato  | Kamp                                          | Res.  |
| ----- | --------------------------------------------- | ----- |
| 3.1.  | Hypo Niederösterreich - Kometal Gjorce Petrov | 25-23 |
| 4.1.  | RK DIN-Classic - Slagelse FH                  | 28-32 |
| 10.1. | Slagelse FH - Hypo Niederösterreich           | 38-26 |
| 10.1. | Kometal Gjorce Petrov - RK DIN-Classic        | 29-23 |
| 16.1. | Slagelse FH - Kometal Gjorce Petrov           | 29-27 |
| 16.1. | Hypo Niederösterreich - RK DIN-Classic        | 28-23 |
| 8.2.  | RK DIN-Classic - Kometal Gjorce Petrov        | 29-31 |
| 9.2.  | Hypo Niederösterreich - Slagelse FH           | 27-29 |
| 14.2. | Slagelse FH - RK DIN-Classic                  | 31-25 |
| 15.2. | Kometal Gjorce Petrov - Hypo Niederösterreich | 25-23 |
| 21.2. | Kometal Gjorce Petrov - Slagelse FH           | 19-19 |
| 22.2. | RK DIN-Classic - Hypo Niederösterreich        | 28-30 |

| Hold                  | Kampe | Mål     | Point |
| --------------------- | ----- | ------- | ----- |
| Slagelse FH           | 6     | 178-152 | 11    |
| Kometal Gjorce Petrov | 6     | 154-148 | 7     |
| Hypo Niederösterreich | 6     | 159-166 | 6     |
| RK DIN-Classic        | 6     | 156-181 | 0     |

#### Gruppe D
| Dato  | Kamp                                      | Res.  |
| ----- | ----------------------------------------- | ----- |
| 3.1.  | FTC Budapest - Alsa Elda Prestigio        | 30-26 |
| 4.1.  | KS BYSTRZYCA Lublin - Larvik HK           | 25-32 |
| 10.1. | Alsa Elda Prestigio - KS BYSTRZYCA Lublin | 31-20 |
| 11.1. | Larvik HK - FTC Budapest                  | 29-22 |
| 17.1. | FTC Budapest - KS BYSTRZYCA Lublin        | 32-24 |
| 18.1. | Larvik HK - Alsa Elda Prestigio           | 38-23 |
| 7.2.  | FTC Budapest - Larvik HK                  | 29-26 |
| 8.2.  | KS BYSTRZYCA Lublin - Alsa Elda Prestigio | 33-30 |
| 14.2. | Alsa Elda Prestigio - FTC Budapest        | 29-24 |
| 15.2. | Larvik HK - KS BYSTRZYCA Lublin           | 33-26 |
| 21.2. | Alsa Elda Prestigio - Larvik HK           | 25-25 |
| 22.2. | KS BYSTRZYCA Lublin - FTC Budapest        | 27-28 |

| Hold                | Kampe | Mål     | Point |
| ------------------- | ----- | ------- | ----- |
| Larvik HK           | 6     | 183-150 | 9     |
| FTC Budapest        | 6     | 165-161 | 8     |
| Alsa Elda Prestigio | 6     | 164-170 | 5     |
| KS BYSTRZYCA Lublin | 6     | 155-186 | 2     |

### Kvartfinaler
| Dato    | Dato    | Hjemmehold i 1. kamp  | Hjemmehold i 2. kamp | Resultat | Resultat | Resultat |
| 1. kamp | 2. kamp | Hjemmehold i 1. kamp  | Hjemmehold i 2. kamp | 1. kamp  | 2. kamp  | Samlet   |
| ------- | ------- | --------------------- | -------------------- | -------- | -------- | -------- |
| 14.3.   | 20.3.   | RK Buducnost MONET    | Dunaferr SE          | 26-31    | 24-29    | 50–60    |
| 13.3.   | 21.3.   | HC Lada Toljatti      | Krim Ljubljana       | 24-21    | 25-29    | 49–50    |
| 14.3.   | 21.3.   | FTC Budapest          | Slagelse FH          | 30-28    | 25-32    | 55–60    |
| 12.3.   | 21.3.   | Kometal Djorce Petrov | Larvik HK            | 25-22    | 27-33    | 52–55    |

### Semifinaler
| Dato    | Dato    | Hjemmehold i 1. kamp | Hjemmehold i 2. kamp | Resultat | Resultat | Resultat |
| 1. kamp | 2. kamp | Hjemmehold i 1. kamp | Hjemmehold i 2. kamp | 1. kamp  | 2. kamp  | Samlet   |
| ------- | ------- | -------------------- | -------------------- | -------- | -------- | -------- |
| 17.4.   | 24.4.   | Larvik HK            | Krim Ljubljana       | 30-33    | 19-27    | 49–60    |
| 18.4.   | 25.4.   | Dunaferr SE          | Slagelse FH          | 34-29    | 22-32    | 56–61    |

### Finale
| Dato    | Dato    | Hjemmehold i 1. kamp | Hjemmehold i 2. kamp | Resultat | Resultat | Resultat |
| 1. kamp | 2. kamp | Hjemmehold i 1. kamp | Hjemmehold i 2. kamp | 1. kamp  | 2. kamp  | Samlet   |
| ------- | ------- | -------------------- | -------------------- | -------- | -------- | -------- |
| 15.5.   | 20.5.   | Slagelse FH          | Krim Ljubljana       | 25-24    | 36-32    | 61–56    |